# Доходный дом К. И. Волькенштейн
Доходный дом К. И. Волькенштейн — памятник архитектуры. Расположен в Петроградском районе Санкт-Петербурга, современный адрес дома — улица Ленина, 33, Полозова улица, 22.

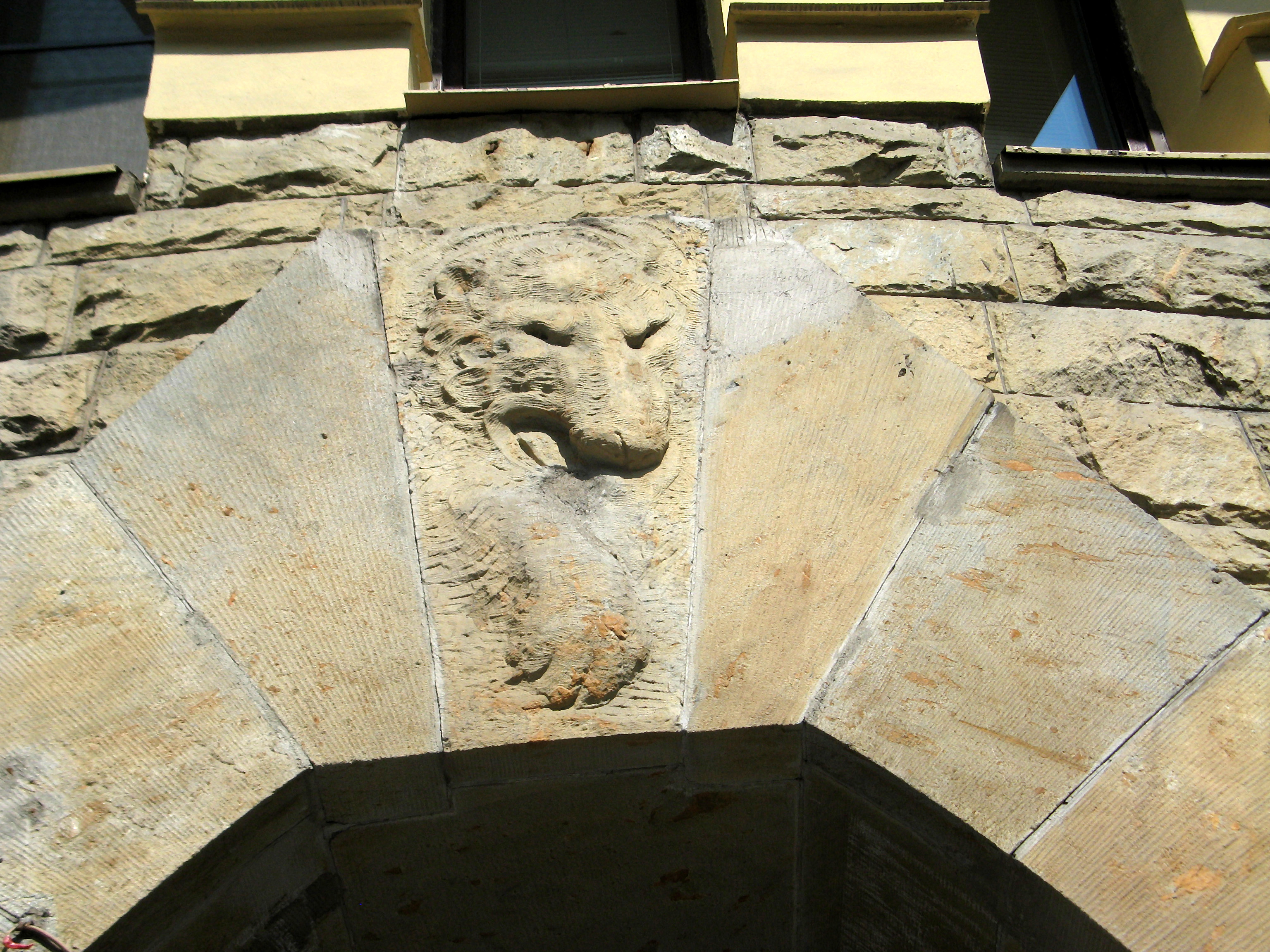
Медведь замкового камня

Здание построено С. И. Минашем в 1910 году. У него нестандартный (слабо выделенный на поверхности) эркер, два ризалита по краям, первый этаж облицован талькохлоритом, в основном здание гладко оштукатурено. В верхней части сделан ряд шестиугольных окон.
Отдельные рельефы здания напоминают рельефы дома Бубыря. На опорных блоках обрамления окон вырезаны филины и симметрично расположенные длинноклювые птицы. Замковый камень шестиугольного портала украшен медведем.
В трёх окнах парадной лестницы фрагментарно сохранились фацетные витражи на свинцовом профиле.